# Albergheria
Albergheria más néven Palazzo Reale Palermo egyik történelmi negyede.

## Határai
A negyed a Corso Vittorio Emmanuele, a Via Maqueda, a Corso Tukory és a Corso Re Ruggero által közrezárt területen helyezkedik el.

## Leírás
A negyedben található a Normannok Palotája, ami a mindenkori uralkodó székhelye volt Szicíliában. A területen már a föníciaiak is alapítottak települést, a Kermonia folyó mentén. A folyó azóta föld alatt fut a város alatt. A negyedben található a Porta Nuova városkapu, a Normannok Palotája benne a Palatinus-kápolnával. A Kermonia folyó beceneve "zöld kígyó az arany teknőben" volt. A folyó gyakran kiáradt, a legsúlyosabb áradása 937-ben és 1557-ben volt. A legpusztítóbb 1666-ban történt, amikor később a Kermonia folyót föld alatt elvezették Sant'Erasmo negyed felé a tengerbe.
A negyedben található a Ballaró szabadtéri piac, ami Palermo egyik történelmi piaca.

## Nevezetességek
- Palatinus-kápolna
- Normannok Palotája
- Jezsuita-templom
- Remete Szent János-temploma
- Xavéri Szent Ferenc-templom
- Chiesa di Santa Chiara
- Chiesa di Sant'Orsola
- Palazzo Sclafani
- Palazzo Conte Federico
- Piazza Bologni
- Palazzo Speciale
- Piazza Vittoria
- Piazza del Parlamento
- Porta Montalto
- Porta Sant'Agata
- Villa Bonanno
- Ballaró, történelmi piac